# Micropterix imperfectella
Micropterix imperfectella là một loài bướm đêm thuộc họ Micropterigidae. Nó được Staudinger mô tả năm 1859. Loài này có ở Tây Ban Nha.
Sải cánh dài 6–8 mm.